# پریس
پریس مطلب
پریس به معنی ایران زمین =پرشیا=با اصالت